# Hunedoara (distrikt)
Hunedoara er et distrikt i Transsylvanien i Rumænien med 485.712 (2002) indbyggere. Hovedstad er byen Deva.

## Byer
- Deva
- Hunedoara
- Brad
- Lupeni
- Orăştie
- Petroşani
- Vulcan
- Aninoasa
- Călan
- Geoagiu
- Haţeg
- Petrila
- Simeria
- Uricani

## Kommuner
| - Baia de Criş - Balşa - Băniţa - Baru - Băcia - Băiţa - Bătrâna - Beriu - Blăjeni - Boşorod - Brănişca - Bretea Română - Buceş - Bucureşci | - Bulzeştii de Sus - Bunila - Burjuc - Cerbăl - Certeju de Sus - Cârjiţi - Crişcior - Densuş - Dobra - General Berthelot - Ghelari - Gurasada - Hărău - Ilia | - Lăpugiu de Jos - Lelese - Lunca Cernii de Jos - Luncoiu de Jos - Mărtineşti - Orăştioara de Sus - Pestişu Mic - Pui - Rapoltu Mare - Răchitova - Ribiţa - Râu de Mori - Romos - Sarmizegetusa | - Sălaşu de Sus - Sântămăria-Orlea - Şoimuş - Teliucu Inferior - Tomeşti - Topliţa - Toteşti - Turdaş - Vaţa de Jos - Vălişoara - Veţel - Vorţa - Zam |

## Demografi
45°47′N 22°56′Ø / 45.78°N 22.93°Ø